# コボコ
コボコ（Koboko）は、ウガンダ共和国北西部の西ナイル地方の都市。スーダン、コンゴ民主共和国との国境に近い。2005年にアルーア県の北西部が分割されて設置されたコボコ県の県庁所在地である。アルーアからコボコを経て国境の町オラバ、スーダンのカヤ、イェイへと道路が通じている。イディ・アミンの出生地である可能性が指摘されている。
座標: 北緯3度24分41秒 東経30度59分12秒 / 北緯3.41139度 東経30.98667度